# Université de la Vallée de Fraser
L'Université de la Vallée de Fraser (en anglais : University of the Fraser Valley) est une université publique canadienne située à Abbotsford, Colombie-Britannique. Elle était établie comme le Collège de la Vallée du Fraser (en anglais : Fraser Valley College) en 1974 et elle était promue une université en 2008.